# Enrique Buchichio
Enrique Buchichio (Montevideo, 24 de juliol de 1973) és un guionista i director de cinema uruguaià. Va debutar en 2004 amb el curtmetratge En la plaza, treball amb el qual va diplomar de l'Escola de Cinema de l'Uruguai. El seu primer llargmetratge va ser El cuarto de Leo (2009), estrenat al Festival Internacional de Cinema de Sant Sebastià d'aquest any.

## Filmografia com a director i guionista
- 2014: Zanahoria[2]
- 2009: El cuarto de Leo
- 2007: Noche fría (curtmetratge)
- 2004: En la plaza (curtmetratge)